# Disabuse
Disabuse is sinds 1987 een Nederlandse Crossover band. De band is aan het einde van de zomer in 1987 opgericht in het Achterhoekse Winterswijk. Disabuse combineert hardcore punk en metal, naar eigen zeggen tot een brutale en rauwe mix waar de band haar agressie en frustraties in kwijt kan.

## Geschiedenis
In 1989 bracht Disabuse in eigen beheer haar eerste ep Sorrow and Perdition uit met daarop zes nummers. De oplage van 2000 was in enkele maanden uitverkocht. De plaat werd album van de week in het populaire radioprogramma Vara's Vuurwerk. Na veel optredens lasten de bandleden een pauze in.
Na enkele bezettingswisselingen ging de band in 1995 weer verder. In die tijd namen de bandleden de demo Existence op. In februari 1997 werd hun debuut cd geperst in een beperkte oplage van 1000 stuks. Daarnaast werd een nummer uitgebracht op het verzamelalbum Hollandse Herrie 1.

### Platencontract
In 1998 tekende Disabuse een platencontract met het Belgische I Scream Records om de cd Personal Path uit te brengen. Dit album werd opgenomen in de Dutch Beaufort Studio met producer Han Swagerman en kreeg goede recensies in Aardschok, Core en Oor. In 1999 verscheen het nummer Dagaz op het I Scream verzamelalbum 5 Years of Blood, Sweat and Tears. Disabuse trad op met onder andere Sick of It All en Peter Pan Speedrock. Ook werden er regelmatig twee videoclips vertoont op TMF's Wet & Wild.
In februari 2002 werd in de Rotterdamse Exess-studio het album Down in Disgrace opgenomen. De opnames werden afgesloten met een optreden met Biohazard en Backfire. In mei 2002 werd dit album in eigen beheer uitgebracht. Op de verzamelaar Upmagazine verscheen een nummer van dit album. In 2004 was de band gestopt, waarbij het laatste optreden in de Elbekurkie Meddo te Meddo plaatsvond op 1 mei 2004.

### Reünie
De band heeft op 17 januari 2009 een reünieconcert gegeven in zaal Eucalypta in Winterswijk, en stond op het festival Elsrock op 29 augustus 2009 in Rijssen. Volgens zeggen van drummer Jeroen is het plan voor de toekomst om enkele keren per jaar een concert te geven. Plannen voor nieuw materiaal zijn er echter niet. Tijdens het reünie-concert in Winterswijk werden opnames gemaakt die op 30 januari 2010 op CD uitgebracht werden onder de titel "Echoes of a Lifetime". In 2010 werden nog twee verdere optredens gedaan, te weten het Geldersch Metal Treffen (met o.a. God Dethroned, Severe Torture en Heidevolk) en Headbanging Enschede (Master, Izegrim, Asphyx). In 2011 werd opgetreden op de Zwarte Cross in Lichtenvoorde. Arch en Patrick spelen tegenwoordig met Ronald van Winterswijx Chaos Front in RiseAbove.

### 2015
Disabuse speelt weer in de originele bezetting uit 1987, onlangs is de ep Remains uitgekomen. Disabuse speelt op Eindhoven metal meeting Eindhoven, en Bolwerk Sneek met o.a. Thanatos.

### 2016
In 2016 zet zanger Arch een punt achter zijn zangcarrière. Hij wordt vervangen door Steven Tolkamp. In oktober 2017 verscheen het album "Death Machines", wat uitgebracht werd door Raw Skull Records.
Eind 2017 besluit Edwin Woerdman na 30 jaar te stoppen met de band, zijn vervanger is Eric Heuverhorst

## Bandleden
- Steven Tolkamp - zang (heden)
- Patrick van der Beek - bass (heden)
- Jeroen Keetels - drums (heden)
- Brian Haverkamp - gitaar (heden)
- Eric Heuverhorst - gitaar (heden)
- RonnyD - zang (Personal Path, Down in Disgrace (Merchandise,heden)
- Edwin Woerdman - gitaar (t/m 2017)
- Arch - zang (t/m 2016)
- Wouter Maarse - gitaar (Personal Path, Down in Disgrace)

## Discografie
- Sorrow and Perdition (ep, 1989)
- Personal Path (1998)
- Down in Disgrace (2002)
- Echoes of a Lifetime (2010)
- Remains (2015)
- Death Machines (2017)